# Kaktusspecht
Der Kaktusspecht (Melanerpes cactorum) ist eine Vogelart aus der Familie der Spechte (Picidae). Diese sehr kleine Spechtart bewohnt große Teile des zentralen Südamerikas und besiedelt dort Trockenwälder aller Art, Savanne, trockenes Buschland sowie Bestände großer Säulenkakteen. Die an Stämmen und stärkeren Ästen gesuchte Nahrung besteht überwiegend aus Ameisen und anderen Insekten sowie Früchten und Samen. Vor allem in der winterlichen Trockenzeit werden auch Löcher bis in das Phloem von Baumstämmen und starken Ästen geschlagen und der austretende Saft getrunken. Der Kaktusspecht ist recht häufig und wird von der IUCN als  (=least concern – nicht gefährdet) eingestuft.

## Beschreibung
Kaktusspechte sind sehr kleine Spechte mit einem recht kurzen, leicht meißelförmig zugespitzten und an der Basis breitem Schnabel. Der Schnabelfirst ist fast gerade. Die Körperlänge beträgt etwa 16 cm und das Gewicht 29–53 g; sie sind damit etwa so groß wie ein Kleinspecht. Die Art zeigt im Gegensatz zu vielen anderen Spechtarten nur einen sehr geringen Geschlechtsdimorphismus bezüglich der Färbung. Weibchen sind im Mittel etwas kleiner und kurzschnäbeliger als Männchen. Die Tiere kommen in zwei Farbmorphen vor, die jedoch zumindest regional fließende Übergänge zeigen.
Die Tiere sind insgesamt kontrastreich schwarz-weiß und blass rötlich gefärbt. Der obere Rücken und die Schultern sind glänzend blauschwarz mit einer kräftigen weißen Strichzeichnung in der Rückenmitte. Der übrige Rücken, der Bürzel und die Oberschwanzdecken sind weiß mit schwarzer Fleckung oder Bänderung. Die Oberflügeldecken sind überwiegend  schwarz mit blauem Glanz, die großen Decken zeigen eine weiße Fleckung und weiße Spitzen, bei den mittleren Decken ist die distale Hälfte weiß mit schwarzer Fleckung. Die Schwingen sind oberseits schwärzlich braun. Schirmfedern und Armschwingen sind auf diesem Grund auf Außen- und Innenfahnen weiß gebändert, bei den Handschwingen ist diese Bänderung auf die Federbasis beschränkt. Die Schwanzoberseite ist schwarz mit weißer Bänderung über alle Federn, die frisch geschobenen Steuerfedern haben außerdem weiße Spitzen. Die Unterseite von Rumpf und Hals ist einfarbig blass rötlich, zum Bauch hin blasser und mehr grau. Flanken und Unterschwanzdecken zeigen auf diesem Grund eine schwache pfeilspitzenartige Bänderung. Die Unterflügeldecken sind überwiegend weiß mit kaum noch erkennbaren Braunanteilen, die Unterseite der Schwingen und der Stoßfedern ist braun mit weißer Bänderung.
Der Schnabel ist schwarz oder grauschwarz, Beine und Zehen sind schieferfarben. Die Iris ist braun bis rotbraun.
Männchen sind am Schnabelgrund, auf der vorderen Stirn, dem vorderen Oberkopf und auf den unteren Kopfseiten bis knapp unterhalb der Augen weiß. Die oberen Kopfseiten einschließlich der Augenumgebung, der mittlere und hintere Oberkopf und die Nackenseiten sind schwarz, die seitlichen Nackenstreifen laufen nach hinten bis in den schwarzen oberen Rücken. Hinterkopf und Nacken sind in der Mitte weiß, im oberen Teil gelblich oder rötlich überhaucht. Auf dem mittleren Oberkopf befindet sich ein kleiner roter Fleck.
Weibchen sehen fast wie Männchen aus, ihnen fehlt nur der rote Fleck auf dem Oberkopf. Zwei Morphen können anhand der Kehlfärbung unterschieden werden, diese ist je nach Population gelb, weiß oder intermediär. Jungvögel ähneln sehr den adulten Vögeln. Die Oberseite ist mehr bräunlich und weniger glänzend, die Unterseite ist stärker gebändert und beide Geschlechter zeigen etwas orangerot in der Oberkopfmitte. Es werden keine Unterarten anerkannt.

## Lautäußerungen
Bisher bekannt sind laute Rufe wie „wiii-wiiip, wii-biip“, eine schnellere Variante dieser Rufe wird bei der Balz benutzt. Die Art trommelt am Anfang der Brutsaison in der Nähe der Bruthöhle, die Trommelwirbel sind kurz und leise.

## Verbreitung und Lebensraum

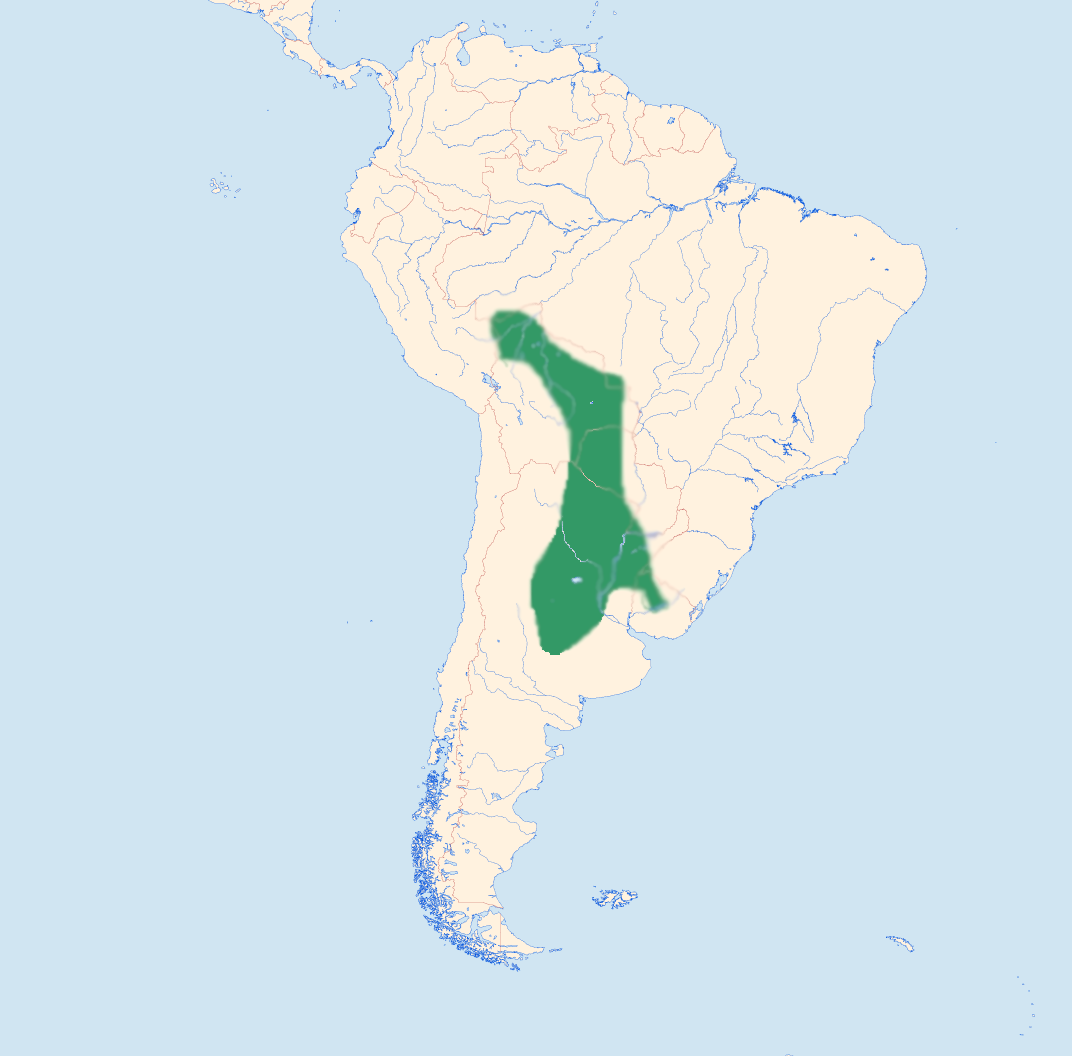
Verbreitungsgebiet des Kaktusspechts

Der Kaktusspecht bewohnt große Teile des zentralen Südamerikas. Das Verbreitungsgebiet reicht in Ost-West-Richtung vom Südosten Perus, Bolivien und dem Westen von Paraguay bis in den Nordwesten Argentiniens und nach Süden bis in das südliche Argentinien. Die Größe des Gesamtverbreitungsgebietes wird auf etwa 924.000 km² geschätzt. Die Art besiedelt Trockenwälder aller Art, Strauchsteppen, trockenes Buschland sowie Bestände großer Säulenkakteen. Die Tiere kommen von den Niederungen bis in 1700 m Höhe vor, in Bolivien lokal bis 2500 m.

## Lebensweise
Kaktusspechte leben meist in kleinen Gruppen von drei bis fünf Individuen. Die Nahrung wird in Bäumen und Palmen gesucht, vor allem an Stämmen und Ästen. Diese Spechte fressen überwiegend Ameisen und andere Insekten sowie Früchte und Samen. Die Nahrung wird durch das Absuchen von Spalten und Löchern sowie durch Ablesen erlangt. Vor allem in der winterlichen Trockenzeit werden auch Löcher bis in das Phloem von Stämmen und starken Ästen verschiedener Bäume geschlagen und der austretende, stark zuckerhaltige Saft getrunken. In der Monte-Halbwüste im Westen Argentiniens werden hierzu vor allem die Baumarten Prosopis flexuosa und die zu den Jochblattgewächsen gehörenden Arten Bulnesia retama und Larrea divaricata genutzt, in der Gran Chaco Zentralargentiniens überwiegend der Quebrachobaum (Aspidosperma quebracho-blanco) und ebenfalls Prosopis flexuosa. Diese Löcher werden von den Kaktusspechten verteidigt, sie stellen trotzdem auch für eine Reihe weiterer Vogelarten eine wichtige Wasser- und Energiequelle dar, vor allem für einige Kolibris.
Die Brutzeit erstreckt sich von September bis Dezember, die Höhlen werden in Bäumen, Palmen und Kakteen angelegt. Weitere Angaben zur Brutbiologie liegen bisher offenbar nicht vor.

## Bestand und Gefährdung
Angaben zur Größe des Weltbestandes gibt es nicht, die Art ist im größten Teil ihres Verbreitungsgebietes jedoch recht häufig und der Bestand ist offenbar stabil. Sie wird von der IUCN daher insgesamt als ungefährdet („least concern“) eingestuft.